# Bianca-Miruna Gavriliță
Bianca-Miruna Gavriliță (n. 7 decembrie 1975, Timișoara, România) este un deputat român, ales în legislatura 2016–2020.